# The D Las Vegas
The D Las Vegas (anteriormente Fitzgeralds Casino & Hotel) es un hotel y casino de 34 pisos y 638 habitaciones localizado en el centro de Las Vegas. Fitzgeralds es propiedad de los hermanos Derek Stevens y Greg Stevens, quienes también son propietarios del casino Golden Gate en Las Vegas. Los hermanos Stevens compraron el hotel del patrimonio de Don Barden en 2011.
El hotel consta con 42,000 pies cuadrados de área de casino, y varios restaurantes, al igual que un centro de negocios piscina y un spa. El hotel está localizado en el oriente de Fremont Street Experience. The D también tiene un libro de carreras deportivas. El casino tiene aproximadamente 940 máquinas de juego y 29 mesas de juego.
En el casino se filmó la película Dodgeball: A True Underdog Story en la cual un letrero cae y mata a Patches O'Houlihan (Rip Torn).
Mientras el hotel se llamaba Fitzgeralds, era un hotel temático alusivo a "suerte irlandesa", con shamrocks y la mascota leprechaun. En 2012 se anunció el nombre nuevo, The D, que significa "Downtown" (en español, centro de la ciudad).

## Historia
El hotel abrió como el Sundance Hotel en 1979 (algunas referencias dicen en 1980), y en 1987 pasó a llamarse Fitzgeralds Casino Hotel Las Vegas.
El hotel fue renovado en el 2003 y pasó a ser de la cadena Holiday Inn.